# Emile Mosseri
Emile Mosseri (* 11. August 1985) ist ein US-amerikanischer Komponist, Pianist, Sänger und Musikproduzent. Im Rahmen der Oscarverleihung 2021 erhielt er für seine Arbeit für Minari – Wo wir Wurzeln schlagen eine Nominierung für die beste Filmmusik.

## Leben
Emile Mosseri studierte Komposition am Berklee College of Music und ist Mitglied der Gruppe Human Love. Als Komponist, Pianist, Sänger und Produzent konnte sich Mosseri durch einige wenige Arbeiten bereits einen Namen in der Welt der Filmmusik machen. Der erste Film, für den Mosseri die Musik komponierte, war The Last Black Man in San Francisco.
Es folgten Arbeiten für den Film Kajillionaire und die Fernsehserie Homecoming. Ebenso hat er Musik für das Filmdrama Minari – Wo wir Wurzeln schlagen von Lee Isaac Chung komponiert.
Im Sommer 2021 wurde Mosseri Mitglied der Academy of Motion Picture Arts and Sciences. Mosseri lebt in Los Angeles. Für das Lied Jacob and the Stone erhielt er 2025 eine Goldene Schallplatte in den USA.

## Filmografie
- 2019: The Last Black Man in San Francisco
- 2020: Kajillionaire
- 2020: Minari – Wo wir Wurzeln schlagen (Minari)
- 2020: Homecoming (Fernsehserie)
- 2022: When You Finish Saving the World

## Auszeichnungen (Auswahl)
Boston Society of Film Critics Award
- 2019: Nominierung für die Beste Filmmusik (The Last Black Man in San Francisco)
- 2020: Auszeichnung für die Beste Filmmusik (Minari)

British Academy Film Award
- 2021: Nominierung für die Beste Filmmusik (Minari)[7]

Critics’ Choice Movie Award
- 2021: Nominierung für die Beste Filmmusik (Minari)

Grammy
- 2022: Nominierung für das Arrangement beim Song Infinite Love für Kajillionaire[8]

Oscar
- 2021: Nominierung für die Beste Filmmusik (Minari)

Satellite Awards
- 2020: Nominierung für die Beste Filmmusik (Minari)[9]

Sunset Film Circle Award
- 2020: Zweitplatzierter in der Kategorie Beste Filmmusik (Minari)[10]

World Soundtrack Award
- 2021: Nominierung als Film Composer of the Year (für Minari und Kajillionaire)
- 2021: Nominierung als Best Original Song (Rain Song aus Minari)[11]